# Björn Nybergh (jurist)
Björn August Nybergh, född 14 mars 1922 i Helsingfors, död 10 juni 2010, var en finsk jurist.  Han har arbetade som justitieråd vid Finlands högsta domstol från 1977.